# (3124) Kansas
(3124) Kansas es un asteroide perteneciente al cinturón de asteroides, descubierto el 3 de noviembre de 1981 por David James Tholen desde el Observatorio Nacional de Kitt Peak, Arizona, Estados Unidos.

## Designación y nombre
Designado provisionalmente como 1981 VB. Fue nombrado Kansas en homenaje al estadounidense estado de Kansas.